# Пьяцца-аль-Серкьо
Пья́цца-аль-Се́ркьо (итал. Piazza al Serchio) — коммуна в Италии, располагается в регионе Тоскана, в провинции Лукка.
Население составляет 2556 человек (2008 г.), плотность населения составляет 95 чел./км². Занимает площадь 27 км². Почтовый индекс — 55035. Телефонный код — 0583.
Покровителями коммуны почитаются святые апостолы Пётр и Павел, празднование 29 июня.

## Демография
Динамика населения:

## Администрация коммуны
- Официальный сайт: https://web.archive.org/web/20100326064829/http://www.comunepiazzaalserchio.com/